# Hornit
Hornit (auch Ḥarnit oder Harnet, eigentlich „Hernit“) war ein Prinz der altägyptischen 4. Dynastie und ein Sohn von König (Pharao) Radjedef; seine Mutter ist unbekannt.
Hornit ist nur durch zwei unvollständig erhaltene Statuen bekannt, die aus dem Pyramidenbezirk seines Vaters in Abu Roasch stammen und von Émile Chassinat bei Grabungen Anfang des 20. Jahrhunderts entdeckt wurden. Bei der ersten handelt es sich um den unteren Teil der Statue eines Schreibers aus rotem Granit, zu der noch eine Basis aus Kalkstein gehört. Beide Teile befinden sich heute im Ägyptischen Museum in Kairo (Inventarnummer Kairo 5.11.24.16). Eine weitere Statuenbasis aus Kalkstein befindet sich heute im Louvre in Paris (Inventarnummer E 12630).